# Conus eldredi
Conus eldredi е вид охлюв от семейство Conidae.

## Разпространение
Този вид е разпространен в Гуам, Малки далечни острови на САЩ (Уейк), Маршалови острови, Острови Кук, Соломонови острови и Френска Полинезия (Туамоту).